# Râul Almaș, Barcău
Râul Almaș este un curs de apă, afluent al râului Barcău. 